# 月天竺鯛
月天竺鯛，為輻鰭魚綱鈎頭魚目天竺鯛科的一個種。

## 分布
本魚分布於西大西洋區，包括美國南部、巴哈馬群島、古巴、波多黎各、荷屬安地列斯、千里達等海域。

## 深度
水深3至50公尺。

## 特徵
本魚體延長而側扁，眼大，口大略下位，頜齒細小，鋤骨和腭骨通常具齒，舌上無齒，鰓蓋骨後緣棘不發達，體被弱櫛鱗，側線明顯，背鰭2個，尾鰭叉形，魚體呈粉紅色，體具螢光斑塊，體具深褐色的橫帶, 第一條連接第二背鰭與臀鰭的後面基底,與比較寬的第二個在尾柄後面。體長可達7.5公分。

## 生態
本魚棲息於沙或礫石底質的珊瑚礁或岩石區，白天躲藏洞穴中，夜間出來覓食，屬肉食性。繁殖期時，雄魚具有口孵習性，卵約7日化成仔魚，由雄魚吐出，具短暫的仔魚飄浮期。

## 經濟利用
不具任何經濟價值。